# Алиса в Стране чудес (мини-сериал)
«Алиса в стране чудес» (англ. Alice) — совместный канадско-британский мини-сериал 2009 года по мотивам одноимённой книги Льюиса Кэрролла. Релиз на DVD 4 марта 2010 года.

## Сюжет
Алиса Хэмилтон, двадцатилетняя инструктор по дзюдо, приглашает своего нового парня Джека Чейза на ужин домой, где она живёт со своей матерью. После ужина Джек дарит ей красивое кольцо, но Алиса, испугавшись, отказывается взять его и встретиться с родителями Джека. После его ухода Алиса обнаруживает, что кольцо всё же осталось у неё, бросается вдогонку за парнем и видит, как его похищают. Она бежит за Белым Кроликом и вслед за ним проходит через Зеркало, падая вниз. Девушка оказывается в незнакомом месте, как она потом узнает — Стране чудес, через 150 лет после появления там «первой» Алисы. Также Алиса узнает, что она — «устрица» (у неё появляется знак на коже), и она должна прятаться, чтобы не попасть в Казино. Но у Алисы есть дела поважнее — она должна разыскать пропавшего Джека. А его следы ведут как раз в Казино.
Алиса встречает Шляпника — хитрого парня, работающего то ли на Королеву, то ли на Сопротивление. Шляпник ведет её к Додо, одному из лидеров Сопротивления, и они узнают, что кольцо на её пальце — ключ к Зеркалу, порталу между миром людей (устриц) и Страной чудес. И что это кольцо разыскивает Королева, но также оно очень пригодилось бы и Сопротивлению. Так и не договорившись мирно с Додо, Алиса со Шляпником покидают его.
А в это время Королева червей призывает к себе агента по имени Мартовский заяц. Ранее по приказу Королевы Мартовскому зайцу отрубили голову, а когда он срочно понадобился, в спешке ему пришили голову зайца-робота. Королева приказывает Мартовскому Зайцу захватить Алису, Шляпника и кольцо.
Алиса знакомится в лесу с последним Белым рыцарем Чарли, который хочет ей помочь, но девушка сознательно позволяет захватить себя Мартовскому зайцу, надеясь таким образом попасть в Казино. При встрече с Королевой Алиса с ужасом узнаёт, что её парень, Джек Чейз, является Червонным валетом, сыном Королевы, и у него есть невеста — Герцогиня. Он публично выступает против Алисы, но украдкой, со словами «Он здесь», суёт ей в руки часы. Это оказываются часы отца Алисы, который пропал, когда ей было 10 лет, и которого она безуспешно разыскивает по всему миру.
Алису помещают в Комнату правды, где два доктора, Ди и Дам, пытаются выведать у неё, где спрятано кольцо, но Шляпник и Рыцарь, которые вслед за ней проникли в Казино, вызволяют героиню. Королева поручает Герцогине выяснить у Джека всё про Алису, и та подпаивает его эликсиром правды, но её прерывают, а Джек, увидев в окно сбегающих Алису, Рыцаря и Шляпника, симулирует отравление и тоже сбегает.
Шляпник решает, что надо встретиться с главным лидером Сопротивления — Гусеницей, и ожидает агента от него. Агентом оказывается Джек, который рассказывает, что на самом деле давно завербован Сопротивлением и выступает против своей деспотичной матери. На встрече с Гусеницей Алиса узнаёт, что людей из реального мира (устриц) похищают для того, чтобы они играли в Казино. Их эмоции — ценная вещь в мире Зазеркалья. И Джек появился в мире Алисы неспроста — он искал дочь Плотника, который в лаборатории Королевы изобретает магические эликсиры на основе эмоций устриц. Сопротивление хочет отправить всех людей обратно, и для этого они выкрали Плотника. Но он находится под заклятием Королевы, и Алиса нужна, чтобы пробиться в его сознание. Однако при виде Алисы Плотник не узнаёт в ней дочь и не помнит часы, которые она надевает ему на руку. Тут их настигает Мартовский заяц и забирает всех присутствующих обратно во дворец Королевы. Шляпник с Белым рыцарем пытается их освободить, но операция проваливается из-за трусости Рыцаря.
Джек и Король червей убеждают Королеву, что изгнание — лучшее наказание для Алисы, и во время перехода через Зеркало Алисе удаётся сбежать. Королева приговаривает Джека к казни, но ему помогает влюблённая в него Герцогиня. Шляпник во время пыток сбегает от Мартовского зайца. Белый рыцарь Чарли, который на самом деле вовсе не является Рыцарем, создаёт большую армию из скелетов, которую пугается Королева и отправляет на войну всю свою охрану. Алиса со Шляпником появляются в Казино и приводят в себя находившихся там людей. Плотник, глядя на часы, тоже приходит в себя и говорит Алисе, что вспомнил её. Но охрана прорывается в Казино, и его убивают.
Казино тем временем начинает разрушаться, и все бегут оттуда, за исключением Короля червей. На улице Королева приказывает отрубить Алисе голову, но Алиса призывает карты больше не подчиняться ей и забирает у неё кольцо. Джэк предлагает Алисе оставить кольцо себе и стать новой королевой, но Алиса уже не та, что была раньше, ей нужно кое-что другое. Шляпник легкомысленно прощается с Алисой, скрывая свои чувства. Алиса переходит сквозь Зеркало. Очнувшись в больнице, она узнаёт, что её нашли в бессознательном состоянии в каком-то заброшенном здании на стройке. Уже дома Алису приходит проведать рабочий, который её нашёл, и она узнаёт в нём Шляпника. Полностью осознав свои чувства, она обнимает его и на глазах удивлённой матери целует.

## В ролях
| Актёр             | Роль                        |
| ----------------- | --------------------------- |
| Катерина Скорсоне | Алиса Хэмилтон              |
| Кэти Бэйтс        | Королева Червей             |
| Эндрю Ли Поттс    | Шляпник / Дэвид             |
| Тим Карри         | Додо                        |
| Колм Мини         | Король Червей               |
| Филип Уинчестер   | Джек Чейз / Червонный Валет |
| Мэтт Фрюэр        | Белый Рыцарь Чарли          |
| Тимоти Уэббер     | Роберт Хэмилтон / Плотник   |
| Юджин Липински    | доктора Ди и Дум            |
| Алекс Дайакан     | Крысолов                    |
| Гарри Дин Стэнтон | Гусеница                    |
| Алессандро Юлиани | Девятка Треф                |
| Зак Сантьяго      | Десятка Треф                |
| Шарлотта Салливан | Герцогиня                   |
| Терил Ротери      | Кэрол Хэмилтон              |

## Интересные факты
- Режиссёр сериала, Ник Уиллинг, до этого уже экранизировал сказку Алиса в стране чудес в 1999 году, ровно за 10 лет до выхода мини-сериала. При этом та экранизация очень близко следовала за сюжетом оригинальной книги.
- Оригинальная книга Льюиса Кэрролла «Alice’s Adventures in Wonderland» трижды появляется в фильме: в лесной каморке, куда Алису привела кошка Дина (она же — Чеширский Кот), в гипнотическом сне Алисы, и у неё дома в конце фильма, на кровати.
- Имя одного из героев — Джек (Jack) — в американской карточной колоде также имеет обозначение Валет.
- В сериале есть отсылки к оригиналу: бутылочка с этикеткой; монстр в лесу похож на Бармаглота с оригинальных рисунков; в комнате в Доме Воспоминаний Алиса видит поросёнка в колыбели; на появившемся столе есть перчатки и веер; скутер похож на фламинго.